# American Recordings
L'American Recordings è una casa discografica statunitense, fondata dal produttore Rick Rubin.

## Storia dell'azienda
Essa venne fondata nel 1988, dopo che Rubin lasciò la Def Jam Recordings. Inizialmente venne chiamata "Def American" e nel 1993 cambiò definitivamente il nome in "American Recordings". La sede principale della casa discografica è a Burbank, California. Rubin, in passato, era molto noto per aver prodotto dischi di gruppi rap e hip hop, contribuendo molto alla popolarità di gruppi di questo genere, in primis i Beastie Boys e i Run DMC.
La label è anche nota nell'heavy metal per aver prodotto i dischi degli Slayer. Rubin si avvicinò al metal proprio collaborando con gli Slayer e già con la Def Jam aveva prodotto il loro terzo e quarto disco (Reign in Blood e South of Heaven) mentre i loro successori furono tutti incisi per l'American Recordings. In seguito, vennero messi sotto contratto altri gruppi del genere come Wolfsbane (dove militava il cantante Blaze Bayley, ex Iron Maiden), Danzig e Black Crowes, che pubblicarono un disco multiplatino come Shake Your Money Maker.
Successivamente, l'etichetta discografica si diversificò, producendo dischi per gruppi crossover rock e alternative rock, come Red Hot Chili Peppers (producendo un album come Blood Sugar Sex Magik, album vendutissimo) e The Jesus & Mary Chain.
Il lavoro con i gruppi rap continuò comunque, da menzionare Geto Boys e Sir Mix-a-Lot e la label si estese anche alla musica country, incidendo per artisti come Johnny Cash.
Attualmente, gran parte dei dischi dell'American Recordings sono distribuiti dalla Warner Bros. Records, in passato da Geffen Records, Sony Music e Universal Music Group.

## Gruppi sotto contratto American Recordings
- Johnny Cash
- Neil Diamond
- Howlin Rain
- The (International) Noise Conspiracy
- Luna Halo
- Tom Petty
- Slayer
- Dan Wilson
- Ours
- Red Hot Chili Peppers
- The Jayhawks

## Ex collaboratori dell'American Recordings
- American Head Charge
- Dan Baird
- DEVO
- Barkmarket
- Frank Black
- The Black Crowes
- Blackeyed Susans
- Chino XL
- Andrew "Dice" Clay
- Julian Cope
- Crown Heights
- Danzig
- Deconstruction
- Digital Orgasm
- DJ Kool
- Donovan
- Pete Droge
- Electric Company
- Fireside
- Flipper
- The Four Horsemen
- The Freewheelers
- John Frusciante
- Geto Boys
- God Lives Underwater
- The Jayhawks
- Jazz Lee Alston
- The Jesus and Mary Chain
- Nusrat Fateh Ali Khan
- Kinfolk
- Kwest tha Madd Ladd
- Laika
- Lindsey
- Lords of Acid
- Lordz of Brooklyn
- Loudermilk
- Love and Rockets
- Manmade God
- Masters of Reality
- MC 900 Ft. Jesus
- Medicine
- Messiah
- Milk
- Noise Ratchet
- The Mother Hips
- The Nonce
- Paloalto
- Jonny Polonsky
- Pram
- Psychotica
- Raging Slab
- Red Devils
- The Jim Rose Circus Sideshow
- Ruth Ruth
- Sir Mix-a-Lot
- Skinny Puppy
- Stiffs Inc.
- Supreme Love Gods
- Survival Research Laboratories
- Swell
- System of a Down
- Thee Hypnotics
- Th' Faith Healers
- Thomas Jefferson Slave Apartments
- Trouble
- Unida
- The Vacation
- Vell Bakardy
- Vitro
- V.3
- Saul Williams
- Wesley Willis
- Wolfsbane